# Konna (Mali)
Pour les articles homonymes, voir Konna et Kona.
Konna (ou Kona) est une ville et une  commune rurale malienne, chef-lieu de cercle dans la région de Mopti. La commune regroupe 25 villages et totalise 36 767 habitants en 2009. Elle se situe entre l’espace d’inondation du delta intérieur du Niger et les plateaux de Bandiagara, au point de rupture entre espaces inondés et exondés.

## Géographie
Konna se situe sur la route nationale 16 (Sévaré - Gao), à 55 km au nord de Sévaré et 65 km de Mopti et à 45km au sud du Lac Korientzé.
Konna se situe à l'est du delta intérieur du Niger et au bord du Sahara, au point de rupture des camions transportant marchandises et hommes, et des pirogues voguant sur le Niger.
| Déboye    | Ouroubé Douddé       | Korombana   |
| Dialloubé | Konna (2009)         | Dangol-Boré |
| Kounari   | Borondougou, Kounari | Lowol-Guéou |

## Histoire
Au début de la bataille de Konna, le 11 janvier 2013, l'armée malienne, appuyée par des forces françaises, tente de reprendre le contrôle complet de la ville conquise la veille par les forces islamistes. Konna est définitivement libérée le 17, après de violents affrontements qui ont fait "une centaine de morts" dans les rangs des combattants djihadistes venus du Nord, a indiqué l'état-major malien.
Depuis 2023, la commune est soustraite du cercle de Mopti pour être érigée en chef-lieu de cercle dans la région de Mopti. La commune est séparée de 9 localités pour former la nouvelle commune de Kontza.

## Villages
La commune s'étend sur 28 localités relevées lors du recensement général de 2009. 
Les villages les plus peuplés sont :
- Konna (9 893 habitants)
- Koubi (3 686 habitants)
- Kotaka (2 484 habitants)

En 2023, la loi 2023-007 attribue à la commune 23 villages, fractions ou quartiers  :
- Kotaka
- Konna
- Bombori Sarre
- Abdoulkarim
- Koana
- Denga-Sare
- Dianwely
- Diantakaye
- Koubi
- Ninga
- Neima-Ouro
- Nouh-Koura
- Sama
- Koko
- Time
- Sendegue-Ouadiobe
- Yembere
- Sare-Mama
- Sense
- Sense-Ladji
- Takoutalla
- Sonkara
- N'Dounkoye

## Infrastructures et services
La localité de Konna compte en 2009,
- 2 écoles fondamentales
- 2 centres de santé et une pharmacie
- un marché
- une station essence
- 2 établissements de crédit et d'épargne
- 3 points d'eau

## Coopération et jumelage
Konna est jumelée depuis 1990 à la commune française de Pacé, située en Ille-et-Vilaine.